# Francis Magee
Francis Magee (ur. 26 czerwca 1959 w Dublinie) – irlandzki aktor filmowy i telewizyjny. Ze względu na swój surowy wygląd często gra role czarnych charakterów. Zamieszkał na wyspie Man niedaleko wybrzeży Irlandii.

## Filmografia

### Filmy fabularne
- 1998: Szalona kapela (Still Crazy) jako Hockney
- 1999: All the King’s Men (TV) jako zdolny marynarz
- 2000: Zew piekieł (The Calling) jako Carmac
- 2000: Don Kichote (Don Quixote, TV) jako Ginesillo de Pasamonte
- 2000: Ein Todsicheres Geschäft
- 2000: Britannic (TV) jako  Reilly
- 2001: The Bombmaker (TV) jako O’Keefe
- 2002: Butterfly Man jako Joey
- 2002: Wyspa Robinsonów (Layer Cake, TV) jako Paul Boatman
- 2002: Lenny Blue (TV) jako Connor
- 2003: Holy Cross (TV) jako Flag Man
- 2003: Odpoczniesz po śmierci (I'll Sleep When I'm Dead) jako Algar, Foreman
- 2003: Alibi jako sierżant Powell
- 2004: Przekładaniec (Layer Cake) jako Paul od łodzi
- 2005: Trafalgar Battle Surgeon (TV) jako William Beatty
- 2005: The Slavery Business (TV) jako kapitan Rollins
- 2005: Sahara jako Fuse Cutter
- 2006: Historia ulicznicy (A Harlot's Progress, TV) jako James Dalton
- 2008: Ekipa (The Crew) jako Dermot
- 2009: The Last Breath (film krótkometrażowy) jako Paul Kelvin
- 2009: London River jako inspektor 1
- 2010: Kłopotliwy chłopak (Worried About the Boy, TV) jako Jerry O’Dowd
- 2010: Ekspedycja (Amphibious 3D) jako  Jimmy Kudrow
- 2010: Cemetery Junction jako pan Pearson
- 2013: Glory Days jako Jake
- 2014: Klub Jimmy’ego (Jimmy's Hall) jako Mossie
- 2016: Łotr 1. Gwiezdne wojny – historie jako Jav Mefran

### Seriale TV
- 1993-95: EastEnders jako Liam Tyler
- 1997: Kobieta z obrazu (Painted Lady) jako kierowca
- 2001: Cold Feet jako Daz
- 2001: In a Land of Plenty jako Trevor Michaels
- 2003: Żony piłkarzy (Footballers' Wives) jako DC Simmonds
- 2003: Family jako Pat Bishop
- 2004: Bad Girls jako Rob Skelton
- 2004-2006: No Angels jako dr McManus
- 2004-2012: Shadow Play jako pan Trimby
- 2007: Peep Show jako Orgazoid
- 2008: City of Vice jako Saunders Welch
- 2008: Honest jako Quentin
- 2008: Survivors jako Callum Brown
- 2009: 1066 The Battle for Middle Earth (serial dokumentalny) jako Ordgar
- 2011: Detektyw Zen (Zen) jako Giulio
- 2011: The Fades jako dr Tremlett
- 2011-2012: Gra o tron (Game of Thrones) jako Yoren
- 2011-2013: Tajemnice domu Anubisa (House of Anubis) jako Victor Rodenmaar Junior
- 2011-2013: Wyklęci (Misfits) jako Dan Woolaston
- 2013: Biblia (The Bible) jako Saul (król Izraela)
- 2014: Damo and Ivor jako Bricko
- 2014: In the Flesh jako Iain Monroe
- 2015: Anno Domini – Biblii ciąg dalszy jako Levi
- 2015: Death in Paradise jako Stevie Smith
- 2015: Outlander
- 2015: Muszkieterowie (The Musketeers) jako Hubert
- 2016: The Coroner jako George James
- 2016: Czarne lustro (Black Mirror) jako Parn Heidekker
- 2017: Witless jako Willy Whelan